# Фантини, Сара
Сара Фантини (итал. Sara Fantini; род. 16 сентября 1997, Фиденца, Эмилия-Романья) — итальянская легкоатлетка, которая специализируется в метании молота. Чемпионка Европы 2024 год, чемпионка III Европейских игр 2023 года. Участница летних Олимпийских игр 2020 года в Токио.

## Спортивная карьера
Сара — дочь известного итальянского толкателя ядра Коррадо Фантини.
В 2019 года Сара Фантини стала бронзовым призером чемпионата Европы по легкой атлетике среди молодёжи, который проходил в Швеции. В этом же году дебютировала на взрослом чемпионате мира в Катаре, где стала только 26-й с результатом 66,58 метра.
В 2021 году приняла участие в летних Олимпийских играх в Токио. Вышла в финал, но заняла только 12-е итоговое место.
В 2022 году приняла участие во взрослом чемпионате Европе по легкой атлетике в Мюнхене и метнув снаряд на отметку 71,58 метров, стала обладателем бронзовой медали.
На III Европейских играх в Кракове завоевала золотую медаль с результатом 73,26 метров.
В июне 2024 года на чемпионате Европы по лёгкой атлетике в Риме завоевала золото с результатом — 74,18 метра, сумев обойти титулованную Аниту Влодарчик из Польши.

## Достижения
Чемпионка Италии в метании молота:
- Летний чемпионат — 2017, 2018, 2019, 2020, 2021, 2022, 2023;
- Зимний чемпионат — 2017, 2018, 2019, 2021, 2022, 2023, 2024[3].